# Van Lear Rose
| Recensione | Giudizio |
| ---------- | -------- |
| AllMusic   | [ 3 ]    |

Van Lear Rose è il 39° album in studio della cantante statunitense di musica country Loretta Lynn, pubblicato nel 2004.
Nello stesso anno il disco vinse un Grammy Award come miglior album country.

## Tracce

### CD
Testi e musiche di Loretta Lynn, eccetto dove indicato.
1. Van Lear Rose – 3:50
2. Portland, Oregon (duetto con Jack White) – 3:50
3. Trouble on the Line – 2:22 (Loretta Lynn, Doo (Oliver Lynn))
4. Family Tree – 3:04
5. Have Mercy – 2:35
6. High on a Mountain Top – 2:44
7. Little Red Shoes – 3:33 (Loretta Lynn, Jack White)
8. God Makes No Mistakes – 1:45
9. Women's Prison – 4:17
10. This Old House – 1:57
11. Mrs. Leroy Brown – 3:39
12. Miss Being Mrs. – 2:50
13. Story of My Life – 2:40

## Musicisti
- Loretta Lynn - voce

The Do Whalers
- Dave Feeny - chitarra pedal steel, slide guitar, dobro, percussioni, cori
- Patrick Keeler - batteria, percussioni, cori
- Jack Lawrence - basso, percussioni, cori
- Jack White - chitarra elettrica, chitarra acustica, organo, piano, percussioni, cori, voce (brano: Portland, Oregon)

Musicisti aggiunti
- Dan John Miller - chitarra acustica, percussioni, cori
- Dirk Powell - fiddle, bowed bass, banjo

Note aggiuntive
- Jack White - produttore, arrangiamenti
- Registrazioni effettuate a Nashville, Tennessee
- Eric McConnell - Ingegnere delle registrazioni
- Mixaggio effettuato al Easley McCain Studios, Memphis, Tennessee da Jack White e Stuart Sikes
- Brendan Benson - ingegnere delle registrazioni aggiunto (brano: Little Red Shoes)
- Mastering effettuato da Garvin Lurssen  al The Mastering Lab, Inc., Los Angeles, California
- Nancy Russell - art direction copertina CD
- Gina Binkley / Altar Ego Design - design copertina CD
- Russ Harrington - foto copertina CD[5]

## Classifica
Album
| Anno | Classifica         | Posizione raggiunta |
| ---- | ------------------ | ------------------- |
| 2004 | Billboard 200      | 24                  |
| 2004 | Top Country Albums | 2                   |